# ادموند کیلی
ادموند کیلی (انگلیسی: Edmund Keeley؛ زادهٔ ۵ فوریهٔ ۱۹۲۸) زبان‌شناس، و مترجم اهل سوریه است.
وی همچنین برندهٔ جوایزی همچون برنامه فولبرایت شده‌است.